# 王鲁镇
王鲁镇，是中华人民共和国山東省济宁市鱼台县下辖的一个乡镇级行政单位。

## 行政区划
王鲁镇下辖以下地区：
王鲁村、王响村、碌硃屯村、陈堂村、后闫村、于屯村、耿庄村、吴集村、陈年村、七所楼村、佃户李村、大聂村、后聂村、刘庄村、大李庄村、窦阎李村、史楼村、张庙村、孟楼村、小周村、潘庄村、魏堂村、李集村、闫庙村和田庙村。